# 地球球体説

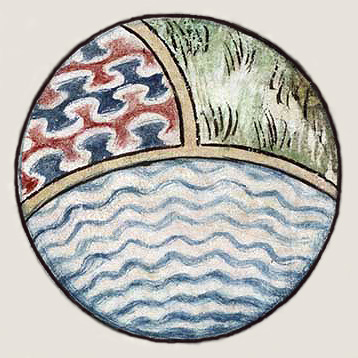
中世の球状の地球の芸術的表現 - それぞれ大地、大気、水を表す区域に分けられている(1400年頃)。

地球球体説（ちきゅうきゅうたいせつ、英: the Spherical Earth Theory）または地球球形説（ちきゅうきゅうけいせつ）とは、我々が暮らしている大地の形状は球（もしくは球に極めて近い）であると主張する学説のことである。
これらの語は英語などヨーロッパの言語からの直訳と思われるが、「地球」という語にすでに形についての言明が入っているため、大地 球体説（だいち きゅうたいせつ）または大地 球形説（だいちきゅうけいせつ）といった語も使われる。
主に科学史や文化史で、他の様々な説と対比する中で用いられる。歴史的には球体説以外にも、地球平面説の他、様々なタイプの理論があった（詳しくは#概説）。
球体説は古典期のギリシャにおいて発生し、世界各地に広まり、徐々に哲学的な憶測から実証的な天文学・地理学の理論になっていった（詳しくは#概説）。
球体説は、近代的な科学の発生の前提の一つではあるが、ニュートンの力学が確立すると、地球が厳密な球でないことが予想され、測量によって検証された（詳しくは#概説）。

## 概説
大地球体説（地球球体説）とは、我々の足元にある地（大地）は球体である、とする説である。その起源は紀元前6世紀頃の古代ギリシア哲学に遡るが、紀元前3世紀にヘレニズム天文学によって自然学的に所与の事として確立されるまでは哲学的考察の対象であり続けた。このヘレニズムのパラダイムが古代末期から中世にかけて旧世界全体に徐々に取り入れられていった。大地が丸いことの実際的な証明はフェルディナンド・マゼランとフアン・セバスティアン・エルカーノの世界一周旅行(1519年−1521年)によってなされた。
歴史的にみると、地球球体説に取って代わられるまでは、地球平面説が主流であった。こういった世界観が、アナクシマンドロスやミレトスのヘカタイオスによる初期の世界地図の前提となっていた。地球の形状に関するその他の考察としては、アヴェスターや古代ペルシアの著作物で言及されている七層から成るジッグラトあるいは世界山、リグ・ヴェーダで言及されている車輪、お椀、あるいは四角い平面といったものがある。
地球の形状は18世紀により精確に回転楕円体（扁球）として理解された（モーペルテュイ）。19世紀初期には、地球楕円体の扁平率が概ね1/300程度と決定された（ドランブル、エベレスト）。アメリカ国防総省の世界測地系により1960年以降決定されている現代の扁平率の値は1/298.25近くになっている。

## 地球平面説が偽であることの根拠のまとめ
ほぼ歴史的に考察された順序に並べた:
1. 遮るものがない場所であっても、高い所から見渡す方が低い所からよりも、より遠方まで見ることができる。
2. 北国（高緯度）へ旅すると太陽は低く上るが、北極星のような北にある星は高く上るようになる。エジプトで見えるカノープスのような他の明るい星は空に見えなくなる。
3. 地球は月食の際に月に円形の影を投じる。
4. 月食が報告される時刻(月食の起こる時間帯自体はある特定の時間帯のはずである)が、東方（例えばインド）では西方（例えばヨーロッパ）よりも数時間遅れている。時差はクロノメーターや電信を用いた旅行によって後に確かめられた。
5. エチオピアやインドなど非常に南へ行くと、1年の内ある時期には影が南側に生じる。さらに南（例えばアルゼンチン）に行くと常に南側に影が生じる。
6. 船舶で航海する際、気象条件に変化がなければ水平線は常に一定の距離を保つ。地球が球体でない場合、この現象は起こらない。また、名前に反して水平線は水平ではなく、わずかに弧を描いていることが肉眼でも観測可能である。
7. 世界周航が可能である; つまり、世界を一周して自分が元いた位置に戻ってくることが可能である。
8. 世界を一周する旅行家は、していない人と比べて一日の長さが増減する。国際日付変更線を参照。
9. 標高が等しければ、世界中どこでも重力は垂直方向に１Gの力として働く（正確には「地球が楕円球である」などの理由で、場所により1 %未満の差異が生じている）。もし地表が球面でないなら重力の値や方向は緯度や経度によって極めて大きく変動しなければならない（ただし、小惑星などの天体[注 2]は、地表の重力の大きさが場所によって一定でないことも多い。）。
10. プレートテクトニクス理論の存在。地球が球体でない場合、生物学・気象学・地学・海洋学等、様々な学問の地球史側面で合理性を欠く現象が多発していることとなる。
11. 人工衛星は地球の周囲を回り続け、さらに静止軌道にある衛星は地球から見て不動でありつづけられる（静止衛星）。
12. 宇宙から地球の写真を撮ると、観点に関わらず円形に見える。
13. 天文学で観測される他の星は、パルサーのような特殊な例を除いて全てが球構造である。パルサーも高速回転により円盤状に変形してはいるものの、幾何学的には三次元球体に属する。二次元平面で構成された恒星・惑星型天体は現在一切観測されておらず、「地球のみが例外である」と考えるのは統計学の点から難しい。
14. ボブ・クノーデルが地球球体説を否定するため行った実験。ジャイロスコープを用いた計測は、彼の意に反し、地球が一時間に15度回転している事実を立証した[10]。

以上の主張のうち、いくつかは単体では別の説明をすることができる。例えば月食の際の影は円盤状の地球によって投じられることが「ありうる」。同様に旅行に伴う空の星の南北への移動は、それらの星が地球に非常に近いことを意味することが「ありうる」。しかし、各主張は互いを強化する。

## 歴史

### 古典古代

#### 古典期ギリシア
地球球体説を示す最古の史料は古代ギリシアの文献に遡る。大地が球体であることがどのようにして発見されたのかについての説明はそこにはないが、東地中海沿岸（特にナイル川デルタとクリミアの間）においてギリシア人の移住の際の劇的な変化であった周極する星々の測定しうる高度と位置の変化を説明するための旅行家の提案ではないかと考えられる。
ディオゲネス・ラエルティオスによると、「ピュタゴラスは大地が丸いと言った最初のギリシア人であった。しかしテオフラストスはこれをパルメニデスに帰し、エレアのゼノンはヘシオドスに帰した。」
ピュタゴラス
初期のギリシア哲学者達は地球球体説を唱えたが、いくらか曖昧なやり方でそれに言及した。彼らの中でも特にピュタゴラス（紀元前6世紀）が球体説の創始者とされるが、これは、あらゆる発見を古代の賢者の数人に帰そうとする古代ギリシア人の慣習による可能性がある。ある程度の地球球体説は紀元前5世紀のパルメニデスやエンペドクレスにも知られており、高い信頼性をもって球体説をピュタゴラスに帰することはできないが、それにもかかわらず、球体説は紀元前5世紀にピュタゴラス派によって明文化された。紀元前5世紀以降、声望あるギリシア人著述家で大地が球形以外の形だと考える者はいなくなった。
ヘロドトス
ヘロドトスは紀元前431年-紀元前425年に書いた『歴史』において、太陽が北から照らしたという報告を疑っている。この疑いは、エジプトのネコ2世の治世(紀元前610年-紀元前595年)にフェニキア人達がアフリカ周航を行ったことを論ずる条(『歴史』、4.42)で起こっている。フェニキア人達は時計回りに就航していた際に太陽を右手側に見つつ進んだと報告しているのである。近代の歴史家にとってはこれは彼らの報告の真実性を確かにするものである。
プラトン
プラトン(紀元前427年-紀元前347年)はピュタゴラス数学を学ぶために南イタリアへと旅した。アテネへと戻って学院を立てた際、プラトンは弟子に大地は丸いと教えたが彼はそれを証明する用意をできていなかった。もし人が雲より高く舞い上がれれば、大地が似ているのは「これらの12片の革で包まれたボールの一つであり、様々な色で飾られており、大地に塗るのに使われた色はある意味で見本である。」
中世を通じてラテン語で読めたプラトンの作品『ティマイオス』には、創造主が世界を「中心から端までの距離がどこも等しい球形に、まるく仕上げたのですが、これこそ、すべての形のうちで、最も完結し、最も自分自身に相似した〔どの部分も相似した、つまり一様な〕形で」あったと書かれているが、「世界」という言葉は通常宇宙を指す。
アリストテレス
アリストテレス(紀元前384年-紀元前322年)はプラトンの随一の弟子であり、「学派の心髄」であった。アリストテレスは「エジプトやキュプロスでは見えるが北寄りの地方では見えない」星があることに気付いた。これは大地の表面が湾曲していないと起こらないので、彼も「大地はまるいばかりでなく、あまり大きくない球だということも明らかである。さもなければ、ほんの僅か移動するだけで、それほど早く明らかな相違を呈するはずがなかろう」(『天体論』、298a2–10)として地球球体説を主張した。

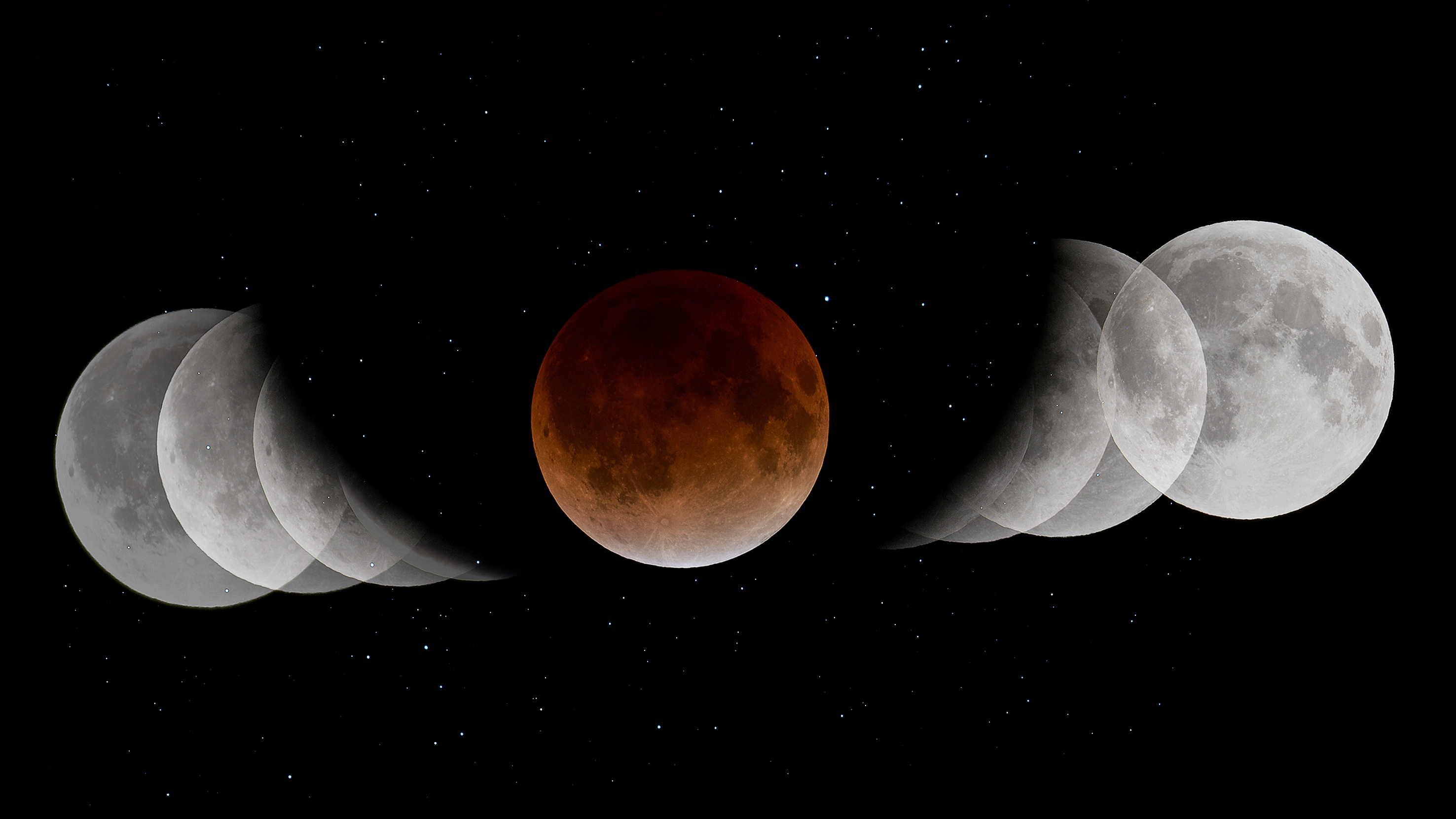
Lunar Eclipse (Dec. 2011) (13873632924)

アリストテレスは地球球体説を支持する物理的・観察的な論拠を提出した:
- 地上のあらゆるものは圧縮・集中によって球を形成するまで中心に向かおうとする傾向をもっている(『天体論』、297a9–21)
- 南へ向かう旅行家は南方の星座が地平線より上に上るのを見られる; そして
- 月食時に月面にみられる大地の影は円い(『天体論』、297b31–298a10)

対称性・平衡性・周期的反復性といった概念がアリストテレスの著作に充満している。『気象学』では彼は世界を五つの気候帯に分けている: 赤道付近の炎熱帯から分けられた二つの温帯地域、二つの寒く荒れ果てた地域、「一方は我々より上つまり北極側でもう一方は[...]南極側」にあり、両方とも人を寄せ付けず氷に閉ざされている(『気象学』、362a31–35)。極寒帯では人は生きていけないが、南側の温帯の住民は生きられる。

#### ヘレニズム時代
エラトステネス
キュレネのエラトステネス(紀元前276年-紀元前194年)は紀元前240年頃に地球の周長を概算した。シエネでは夏至の日に太陽が真上にくるのに対してアレクサンドリアでは夏至でも影ができることを彼は聞いた。三角法によって導出するために様々な角度の影を用いて、彼は周長を250000スタディオンだと概算した。1スタディオンの長さは精確には知られていないが、エラトステネスの出した値は5-15%程度しか実際とずれていないという。エラトステネスは大雑把な概算と大雑把な数値を用いたが、スタディオンの長さによって、彼の概算結果は実際の子午線の長さ40,008キロメートル (24,860 mi)とは2-20%程の差がある。エラトステネスは、太陽までの距離が非常に大きく太陽光は基本的に平行だという仮定に基づいて、地球の周長を計算できたにすぎないことに注意。
セレウキアのセレウコス
メソポタミアのセレウキア周辺に生きたセレウキアのセレウコス(紀元前190年頃)は大地が丸いと述べ(、また、サモスのアリスタルコスの太陽中心説の影響を受けて、実際には地球が太陽の周囲を回っていると唱え)た。
ポセイドニオス
アパメアのポセイドニオス(紀元前135年頃-紀元前51年)は地球の周長を確かめるうえで、エラトステネスの手法を信頼したが、太陽よりもむしろカノープスを観察した。プトレマイオスの『地理学』において、彼の概算結果はエラトステネスのそれよりも強く賛意を示されている。さらにポセイドニオスは地球の半径を用いて太陽までの距離を表した。

#### ローマ帝国
地球球体説はギリシアを起源としつつ、多くのギリシア天文学思想とともに、ゆっくりと世界へ広がっていき最終的に全ての主な天文学派に受け入れられた見解となった。
西方では、地球球体説はヘレニズム文明との長期にわたる相互交流を経て自然とローマ人に伝わった。キケロや大プリニウスといった多くのローマの著述家は自身の著作で大地が丸いことを当然のこととして述べている。
ストラボン

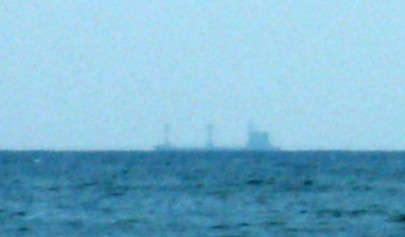
地球の表面が湾曲しているため、船が水平線上にいると船の下の方は見えなくなる。これは地球球体説の論拠の一つであるとされてきたが、実際に海で遠くの船を肉眼で見ても判別不可能である。古代ギリシャの学者たちは「海岸に立って船が近づいてくるのを見ると……」という話ではなくて「船に乗って陸に近づくにつれて……」と説明している。これは後世の教育者たちが「船に乗って陸を見るのも、海岸から船を見るのも同じことだ」と話を変えてしまったのである。

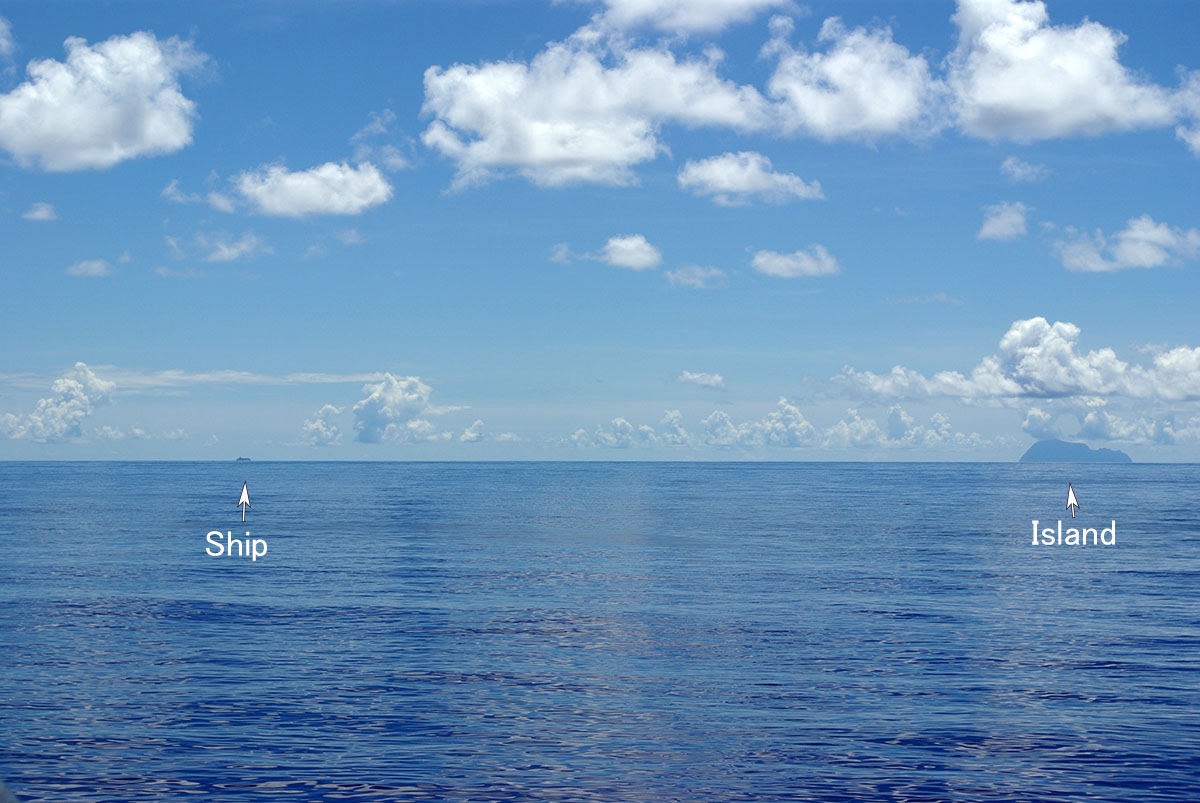
水平線上の船と島。遠くの船を肉眼で判別するのは困難であることがわかる。

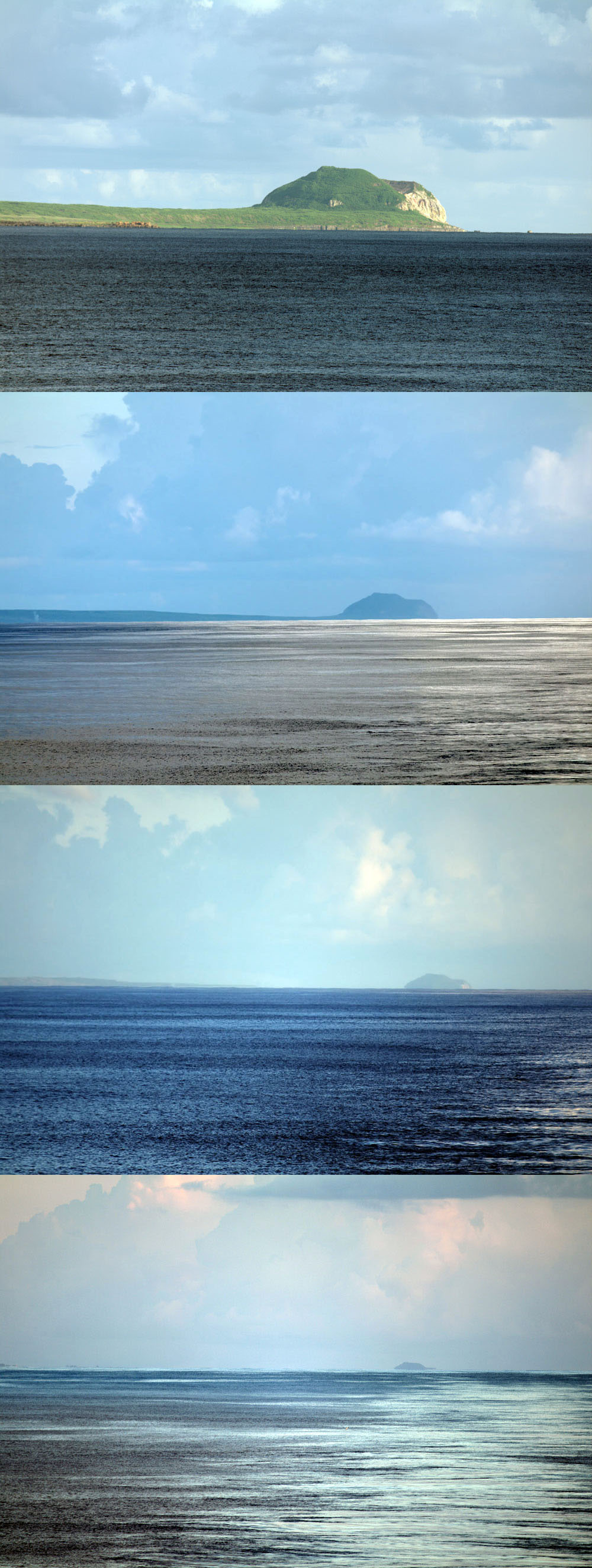
硫黄島の近景と遠景。島から遠ざかると下の部分が隠れていくのがわかる。

船乗りたちが水平線の観察に基づいて最初に大地が平面でないことの証拠を最初に見出したのではないかと主張されてきた。この主張は地理学者ストラボン(紀元前64年-24年)によって推進されたが、少なくともホメロスの時代から地中海周辺の船乗りたちに大地が丸いことが知られていたと彼は主張しており、ホメロスが紀元前8-7世紀にはすでにこのことを知っていたことを示すものとして『オデュッセイアー』の一節を引いている。ストラボンは大地が丸いことを象徴するものとして海洋で見られる様々な現象を挙げている。彼は、地上型灯器や陸域は船乗りからは低い灯器よりもずっと遠くから見えることを観察し、明らかに海の湾曲がこういったことの原因だと述べている。
クラウディオス・プトレマイオス
クラウディオス・プトレマイオス(90年-168年)は2世紀に学問の中心地だったアレクサンドリアに住んでいた。1400年間にわたって天文学の標準的著作であり続けている『アルマゲスト』において、彼は大地の球状性に関する様々な主張を提出した。その中には、山に向かって船を進める際山が海から昇ってくるように見えるのは、山が海の湾曲した表面に隠されていることを示しているというものがある。他にも、大地は南北にも東西にも湾曲しているという主張を彼は提示している。
彼は八巻から成る『地理学』をも著し、大地について取り扱っている。『地理学』第一部は彼が使ったデータ・方法に関する議論である。『アルマゲスト』にみられる太陽系のモデルとともに、プトレマイオスは全ての情報を大きな枠組みの中に含めている。彼は自分の知っている全ての場所や地理的名所に、大地全体に広がる格子目の中で座標を割り振った(がその多くは失われている)。緯度は今日と同様に赤道から計られたが、プトレマイオスはそれを角度よりもむしろ最も長い昼の長さで表すことを好んだ(夏至の日の昼の長さは赤道上から北極に移動する間に12時間から24時間まで増加する)。彼は経度0度たる子午線を彼の知る限り最も西にあるカナリア諸島を通るように定めた。
『地理学』は「セーレース」(中央アジア東部)と「シナエ」(中国)を、「タプロバネ」(スリランカ、ただし大きすぎる)や「アウレア・ケルソネスス」(東南アジアの半島部)を超えて最も右に置いている。
プトレマイオスは、人の居住地全体の地図 (oikoumenè) とローマ諸州の地図の作り方の教えを考案・提示してもいる。『地理学』第二部で彼は必要な地誌の一覧を挙げ、地図に説明を加えている。彼の「oikoumenè」は大西洋のカナリア諸島から中国までの東西180度をカバーし、北極から東インド諸島やアフリカ深くまでの南北81度をカバーしている。プトレマイオスは自身が地上の4分の1しか知らないことをよく自覚していた。
古代末期
大地が球状であるという知識は当然のことながら古代末期のネオプラトニズムやキリスト教の中の学問にも受け入れられていた。
旧約聖書に示された地球平面説により形成された神学的疑問にラクタンティウス、ヨハネス・クリュソストモス、アレクサンドリアのアタナシオスといったキリスト教徒の学者が影響を受けたが、これは常識はずれの傾向に留まり、カイサリアのバシレイオス、アウレリウス・アンブロシウス、ヒッポのアウグスティヌスといった教養あるキリスト教著述家は大地が丸いことを明らかに知っていた。地球平面説は、旧約聖書の文字通りの解釈を非常に重要視したシリアのキリスト教に長くとどまり、この派閥から出てきたコスマス・インディコプレウステースのような著述家が6世紀に至っても大地を平面形に表し続けていた。この、世界の古いモデルの最後の残滓は7世紀中に消滅し、8世紀から中世にかけて「言及に値する宇宙学者で地球球体説を疑問に付した者はいなかった。」

#### 東方への拡散
東方でのギリシア文化の興隆に伴って、ヘレニズム天文学は東方に向かって古代インドまでを覆うようになり、インドではヘレニズム天文学の大きな影響が紀元後すぐに明らかとなった。大地が惑星の天球に覆われているというギリシアの地球球体説はヴァラーハミヒラやブラーマグプタに熱烈に支持され、大地が円盤状であるというインドの長年にわたる宇宙論に取って代わった。古典時代のインド天文学者・インド数学者のアリヤバータ(476年550年)は大地の球状性や惑星の運行を扱った。彼のサンスクリットでの代表作『アーリヤバティーヤ』のうち、「カラクリヤ」(時間の計算)と「ゴラ」(天体)と名付けられた最後の二連は、大地が丸く、その周長は4967ヨージャナ(39968kmに相当) と述べているが、この値は紀元前3世紀エラトステネスの概算値に近い。
アリヤバータは天体の見かけ上の回転は実際は大地の回転によるものだとも述べている。『アーリヤバティーヤ』は逆に中世イスラームの学問に影響を与えた。

### 中世
大地が丸いという知識は、古典ギリシアの文献(アリストテレス)の直接の伝播によって、あるいはセビリャのイシドルスやベーダ・ヴェネラビリスのような著述家を通じて中世の知識の一部として生き残った。
スコラ学など中世の学問の興隆により、時代が下るにつれて地球球体説を示す史料は増える。
ギリシア・ローマの学問に接する領域への球体説の拡大は必然的に漸進的なものであり、ヨーロッパのキリスト教化の勢いと連動している。例えば、スカンディナヴィアで地球球体説が知られていた最初の証拠は『エルキダリウム』の古アイスランド語への翻訳である。
大地が丸いと知っていた古典古代から中世にかけてのラテン語あるいは口語での百人以上の著述家の余す所のない一覧が、シュトゥットガルト大学のロマンス語文学教授ラインハルト・クリューガーにより編纂されている。
古代末期
アンペリウス、カルキディウス、マクロビウス、マルティアヌス・カペッラ、
カイサリアのバシレイオス、ミラノのアンブロシウス、ヒッポのアウグスティヌス、パウルス・オロシウス、ヨルダネス、カッシオドルス、ボエティウス、西ゴート王シセブト
初期中世
セビリャのイシドルス、ベーダ・ウェネラビリス、オルレアンのテオドゥルフス、ザルツブルクのヴェルギリウス、
アイルランドの修道士ディクリ、ラバヌス・マウルス、アルフレッド大王、オセールのレミギウス、ヨハネス・スコトゥス・エリウゲナ、ナポリのレオ、オーリヤックのジェルベール(教皇シルウェステル2世)
盛期中世
ザンクト・ガレンのドイツ人ノートカー、ライヘナウのヘルマン、ヒルデガルト・フォン・ビンゲン、ペトルス・アベラルドゥス、オータンのホノリウス、メスのゴーティエ、ブレーメンのアダムス、アルベルトゥス・マグヌス、トマス・アクィナス、レーゲンスブルクのベルトホルト、コンシュのギヨーム、ターンのフィリップス、イドリースィー、ベルナルドゥス・シルヴェストリス、ペトルス・コメストル、シャルトルのティエリ、シャティヨンのゴーティエ、アレクサンダー・ネッカム、リールのアラン、イブン・ルシュド、スノッリ・ストゥルルソン、モーシェ・ベン・マイモーン、サントメールのランベルトゥス、ティルベリーのゲルヴァシウス、ロバート・グロステスト、ヨハネス・ド・サクロボスコ、カンティンプレのトマス、コルビアックのペイレ、ボーヴェのヴィンセンティウス、ロベルトゥス・アングリクス、フアン・ギル・デ・サモラ、レストロ・ダレッツォ、ロジャー・ベーコン、ジャン・ド・モーン、ブルネクトゥス・ラティヌス、カスティーリャ王アルフォンソ10世
後期中世
マルコ・ポーロ、ダンテ・アリギエーリ、マイスター・エックハルト、アエネアス・シルウィウス・ピッコローミニ(ローマ教皇ピウス2世、ガルバレイのペロ(『世界の区分』)、チェッコ・ダスコリ、ファツィオ・デリ・ウベルティ、レヴィ·ベン·ゲルション、コンラドゥス・メンゲルベルゲンシス、ニコル・オレーム、ピエール・ダイイ、アルフォンソ・デ・ラ・トッレ、トスカネッリ、ブロカルト・デア・ドイチェ、ジェハン・ド・マンドヴィユ、クリスティーヌ・ド・ピザン、ジェフリー・チョーサー、ウィリアム・カクストン、マルティン・ベハイム、クリストファー・コロンブス

#### キリスト教世界
セビリャのイシドルス

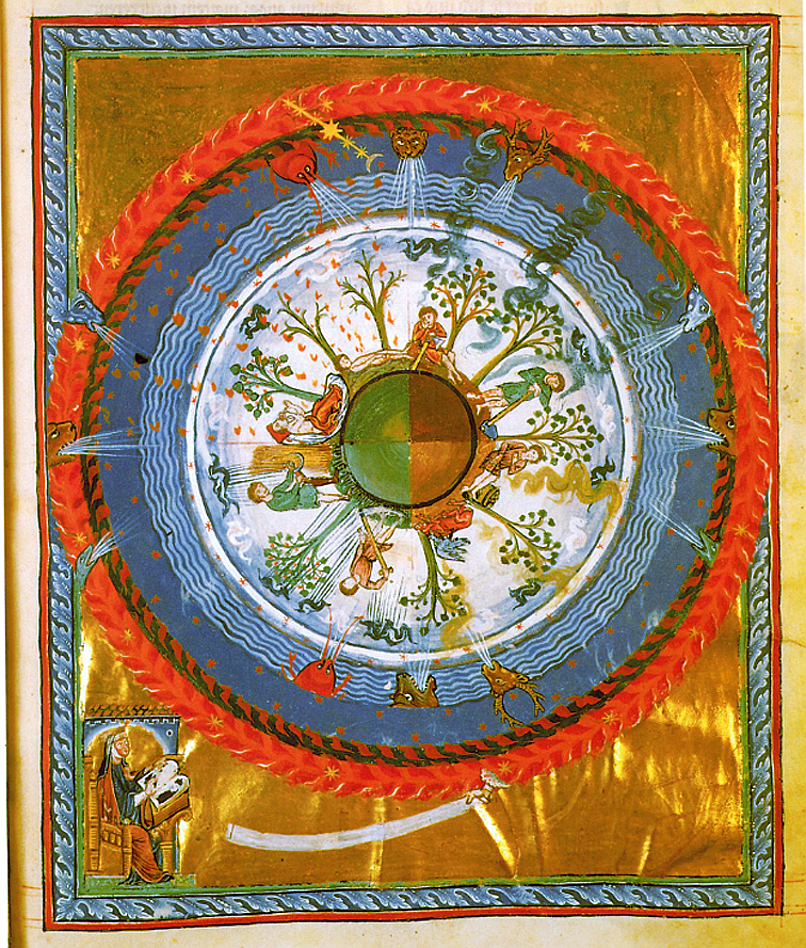
四季のある球形の地球。ビンゲンのヒルデガルト『神の業の書』(12世紀)の挿絵。

セビリャ大司教のイシドルス(560年-636年)はよく読まれた百科事典『語源』で大地は丸いと教えている。これについて、彼が地球球体説に言及したのだと考える著述家もいるが、これや他の著作により、彼は大地が円盤や車輪の形をしていると考えていたことは明らかである。
対蹠点で人が生きるのは可能だと彼は認めず、これを伝説にすぎないと考え、対蹠人の存在を示す証拠が何もないと述べている。
ベーダ・ヴェネラビリス
修道士ベーダ・ヴェネラビリス(672年頃-735年)は、コンプトゥスを扱った影響力の高い論文『時間の計算』で、大地は丸いと述べ、日照時間の違いを「大地が丸いことによるのであって、聖典や一般文学に記された『世界の宝珠』などというものによるのではない。実際は大地は世界の中心に置かれた球状のものなのである」(『時間の計算』(羅: De temporum ratione、32)と説明した。カロリング朝が全ての司祭にコンプトゥスを学ぶよう要求したために『時間の計算』の写本が非常に多く作成され、また非常に多くが現存しているが、このことが、ほとんど全員ではないにしても多くの司祭が地球球体説に触れたことを示している。エインシャムのエルフリクスがベーダの著作を古英語訳し、「大地の丸さと太陽の軌道が、日照時間がどこでも等しいことを妨げている」と述べている。
ベーダは明らかに大地が丸いと考えており、「私たちが大地を地球と呼ぶのは、丸い形が平地と山地の多様さに表されているかのようにというわけではなく、万物がその外形に含まれるならば大地の外周が完全な球形を示すからである。[...]それが本当に宇宙の中心に坐する球体であるならば; それは広い宇宙の中で、盾のように円形なのではなくボールのように球形をしており、中心から等距離に広がった完全な球形をしているのである」と書いている。
アナニア・シラカツィ
7世紀のアルメニアの学者アナニア・シラカツィは世界を「球形の卵黄(地球)が白い層(大気)に取り囲まれ堅い殻(天界)で包まれた卵」というように説明している。
盛期中世

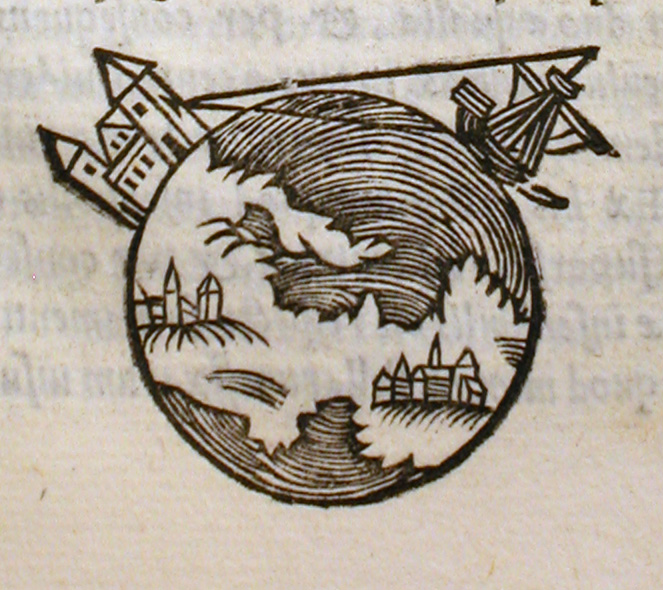
帆柱の根元にいる者よりも先端にいる者の方が遠くまで見えることが地球球体説の根拠となった。ヨハネス・ド・サクロボスコ『球体に関する論考』の1550年ごろの版。

中世盛期には、キリスト教ヨーロッパにおける天文学的知識は、中世イスラーム天文学による研究の伝播で齎された古代の著述家の直接的流入の上に発展した。この研究の初期の受取人としてオーリヤックのジェルベール、後の教皇シルウェステル2世がいる。
バースのアデラード（1080年ごろ-1150年ごろ）は1130年ごろの『自然に関する諸問題』中で地球が球体であることを前提として、「地球にまっすぐ貫通する穴を開けた場合、そこに投げ入れた石はどこに到達するか」という問いを検討している。
ビンゲンのヒルデガルト(1098年-1179年)は『神の業の書』で大地が丸いことに何度か言及している。
アラン・ド・リール(c. 1116/1117年 – 1202/1203年)は詩『アンティクラウディアヌス』(羅:Anticlaudianus)で自由七科を擬人化して登場させているが、その中でも幾何学に地球の周長を計らせている。
ヨハネス・ド・サクロボスコ (1195年頃-1256年頃)はプトレマイオスに基づいて『球体に関する論考』と呼ばれる著名な天文学書を著し、その中で地球は丸いと考えている。彼は地球球体説の根拠として、①月食は東では西よりも遅い時刻で起こる。これは日の出・日没が東では西より早く起こるためである。②北の地域では見えた恒星が南の地域では地平線に沈んで見えない。③沖の船の帆柱の根元からは海岸の灯火が見えなくても、帆柱の先端からは見える。といった点を挙げている。
トマス・アクィナス（1225年-1274年）は『神学大全』（1265年-1274年）の第1巻で、「天文学者と自然学者は、たとえば地球は丸いという同じ結論を導くにあたり、前者はこの論証を数学によって、すなわち事物の抽象化を手段として証明するのに対し、後者はこれを物質そのものによって証明する。」と述べ、自然科学の推論によって得られる知識の代表例として地球球体説を取り上げている。
中世後期

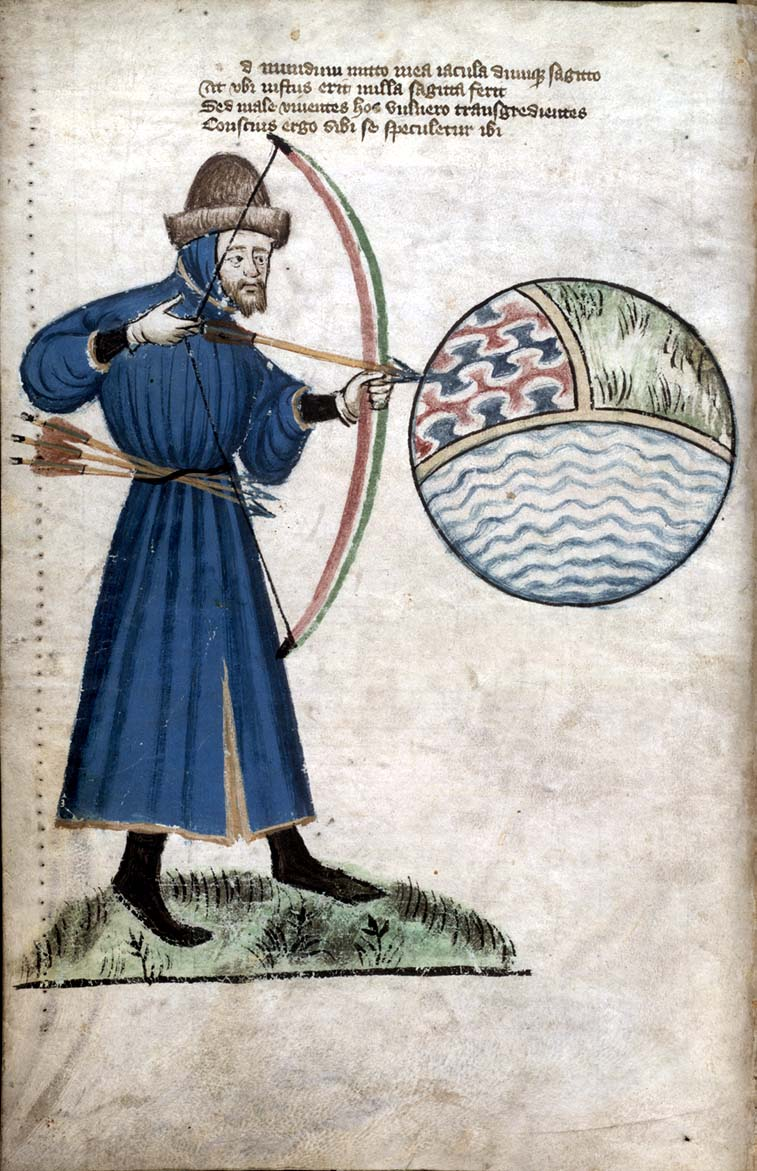
ジョン・ガワーが地球を射ようとしている。地球が大地・大気・水を表す区画に仕切られている(『ヴォクス・クラマンティス』、1400年頃)

14世紀初期のイタリアで書かれたダンテの神曲では大地が球状に描かれ、南半球で見られる星が異なることや、太陽の位置の変化、そして地上の時間帯の違いといったことの意味について論じられている。また、オータンのホノリウス(1120年頃)の『エルシダリウム』は下級聖職者教育の重要な手引書であって、中英語・古フランス語・中高ドイツ語・古ロシア語・中期オランダ語・古ノルド語・アイスランド語・スペイン語・いくつかのイタリア語方言に訳されたが、地球球体説に明らかに言及している。同様に、レーゲンスブルクのベルトルドゥス(13世紀中頃)が地球球体説を説教的な絵画で用いたという事実は、彼が自分の説教を聞く会衆に対して球体説を前提知識とみなせたことを示している。説教は口語たるドイツ語で行われており、教養人に向けたものではなかった。
ポルトガル人によるアフリカ・アジアの探検や、コロンブスのアメリカ州到達（1492年）、そして最終的にフェルディナンド・マゼランの世界周航(1519年–21年)により地球球体説の実際的な証明が得られた。

#### イスラーム世界
イスラーム天文学は地球球体説をギリシアの天文学から受け継いだ。イスラームの理論的枠組みはアリストテレス(『天体論』)やプトレマイオス(『アルマゲスト』)の基礎的な功績に大きく依拠していたが、アリストテレスもプトレマイオスも地球が球体であることと宇宙の中心に存在すること(地球中心説)を前提としていた。
ムスリムの学者は初期から地球が丸いと認識しており、地上のあらゆる位置からメッカの方角・距離を計量できるようになるために、イスラーム数学者は球面三角法を発達させることになった。これによりキブラ、つまりムスリムが祈る向き、が決められる。
アル・マームーン
830年頃、カリフアル・マームーンがイスラーム天文学者やイスラーム地理学者達に、タドムール(パルミュラ)からラッカ(現在のシリアに位置する)までの距離を測るように委任した。彼らは、両都市が緯度にして1度、子午線弧長測量で662⁄3マイル離れていることを発見して、それゆえ地球の周長は24000マイルだと計算した。
アル・マームーンの別の天文学者による測量では緯度1度が562⁄3アラビアマイル(111.8 km)であり、周長は40248kmと計算され、現在用いられている1度あたり111.3kmで周長40068kmという値にそれぞれ非常に近い。
アル・ファルガーニー
アル・ファルガーニー(ラテン語名アルフラガヌス)は9世紀のペルシア人天文学者で、アル・マームーンに委任されて地球の直径の算出に携わった。彼による上記の緯度の値(562⁄3アラビアマイル)の算出はプトレマイオスによる602⁄3ローママイル(89.7km)という値よりもずっと正確であった。クリストファー・コロンブスは、プトレマイオスが提出したよりも地球が小さいことを証明するために、アル・ファルガーニーの値をアラビアマイルではなくローママイルに当てはめて無批判に使った。
ビールーニー

ビールーニーによる地球の半径の算出法

アブー・ライハーン・アル・ビールーニー(973年-1048年)は地球の周長を計算するために新たな手法を用い、現在用いられているものに近い値に到達した。彼の算出した6339.9kmという地球の半径の値は現在用いられている6356.7kmという値に16.8km足りないだけにすぎない。二つの異なる場所から同時に太陽を見ることで地球の周長を算出した先達たちとは違い、ビールーニーは平地と山頂の角度に基づいて三角法による計算を使った新しい手法を発展させ、それによってより精確な地球の周長の値を得て、一人の人間が一か所から測量するだけでその値を算出できるようにした。
ビールーニーの手法は「暑く、埃っぽい砂漠を歩くこと」を避けようとしたものであり、彼がインドの高山に上った際に思いついたものである。彼は山頂から地平線を見た際に、それが(既に計ってある)山の高さとともに大地の曲率を計るのに使えることに気づいたのである。
彼は代数学をも用いて三角方程式を立て、アストロラーベを用いて角度を測った。
ジョン・J・オコナーとエドマンド・フレデリック・ロバートソンは『マックチューター数学的発見史』にこう書いている:
「ビールーニーは測地学と地理学に対する重要な功績も成している。彼は地球を計測する新しい方法を導入して、それによって三角法を用いて計った。彼は地球の半径として6339.6kmという値を確立したが、これほど正確な値は西欧では16世紀まで得られなかった。彼の『マスウード宝典』には600以上の場所の座標の表が掲載されているが、彼はそのほぼ全ての値を自身による測量から導いていた。」

### 近世

#### 世界一周

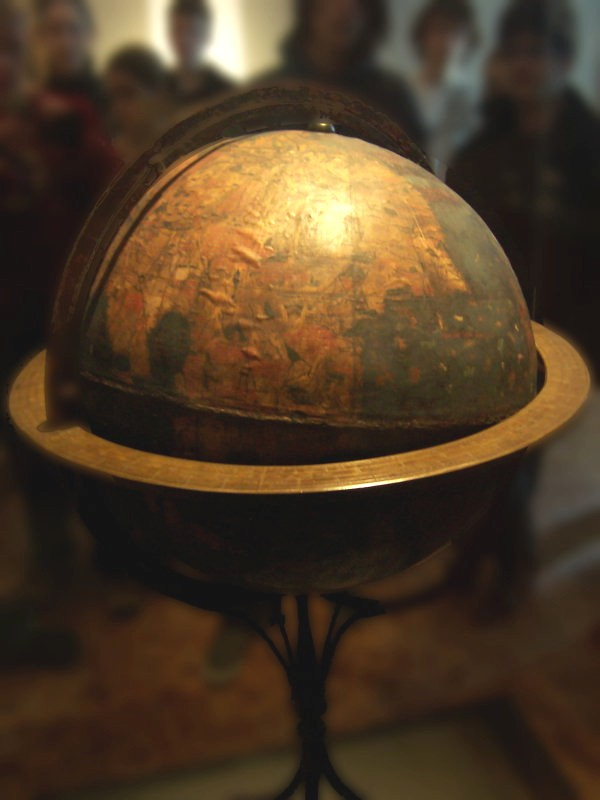
エルダプフェル、現存する最も古い地球儀(1492年/93年)

地球球体説の最初の直接的な証明は史上初の世界周航、つまりポルトガルの探検家フェルディナンド・マゼランに統率された航海、によりもたらされた。この航海はスペイン王室の資金援助を受けた。1519年8月10日にマゼランの指揮の下セビリアから5艘の船が出港した。彼らは大西洋を横断してマゼラン海峡を通過し、太平洋を通ってセブ島に到達したが、そこでフィリピン人先住民との間に戦闘が起こり、マゼランが殺されてしまった。そのためフアン・セバスティアン・エルカーノが跡を継いで航海を続け、1522年9月6日にセビリアに帰還して世界一周を完了した。カルロス1世はエルカーノの功績を認めて彼に「汝は初めて私を巡った」(羅:Primus circumdedisti me)という標語が入った紋章を授けた。
ただし、世界一周単体では地球球体説を証明できない。円筒状であったり不規則な球形をしていたりといった別の形をしている可能性があるからである。さらに、エラトステネスが1700年以上前に用いた三角法による証拠を組み合わせることで、マゼランの航海はヨーロッパの知識人の間から全ての合理的に考えられうる疑問を除去した。

#### 明朝中国
17世紀には、以上のように西洋天文学によって研究された地球球体説が最終的に明朝中国に広がったのは、帝国の宮廷の天文学者の中で高い位置を占めたイエズス会士達が、地球は平面上で四角いという中国古来の思想に挑戦して成功したためである。

#### 日本への伝来

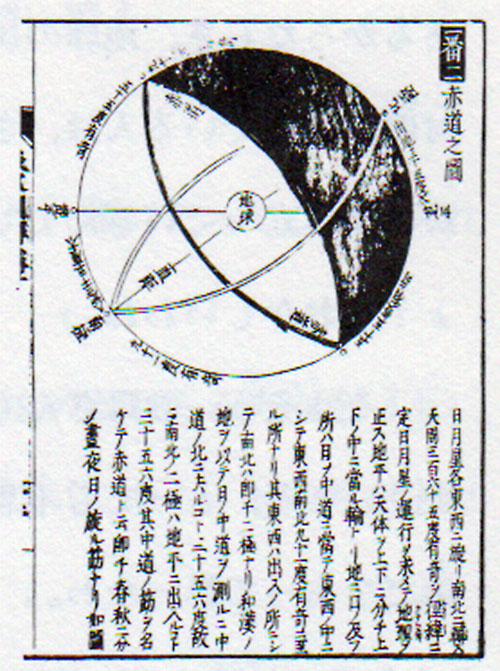
1689年の『天文図解』の「地球」。日本での初出。

日本人が「大地が球形であること」を初めて知ったのは、戦国時代にヨーロッパ人宣教師が来日した1543年以降のことである。
宣教師は世界地図や地球儀を日本に持ってきて、仏教の「地平説」よりもキリスト教の方がずっと優れていることを知らせるために使った。16世紀の末には宣教師によって日本の神学校用の教科書も作られ、その中では西洋の天文学とあわせて、大地が丸いことも教えられていた。
しかし、日本人の学者が書いたものの中に「大地が球形である」と書かれるのはさらにあとの時代になってからである。江戸幕府に仕えた儒学者・林羅山は1606年に日本人修道士と論争したさい、そこに置いてあった地球儀を指さして「上下あることなしや」と質問したところ、修道士が「地中をもって下となす」と答えたことをとらえて「彼ら（宣教師たち）は上下の区別もわからない」とばかにしている。また、医者で儒学者であった中山三柳（1614-84）は1652年の『飛鳥川』の中で、月食が起こる理由を説明しているが、大地が球形であることを知らなかったため、間違った説明をしている。中山は1670年の著書の中でも同様の間違いをしている。
日本人学者に大地が球形であることが知られるようになったのは、中国人学者・游子六の書いた『天経或問』（1675刊）を読むようになって、この中の西洋の天文学の知識に納得してからである。1700年代に入ると日本人学者による西洋天文学の解説書が出版されるようになり「大地が球形であること」が日本人学者の間に知られるようになった。
「地球」という言葉が日本語に現れたのは1689年に出版された井口常範の『天文図解』だと思われる。しかしこの本では「地球」の語は中国書からの引用部分にのみ現れるが、それ以外の部分では「地形」か「地影」という語しか出てこない。このことから「地球」という言葉は中国人がヨーロッパ人宣教師から得た知識を翻訳する過程で作られた語であると考えられる。
日本人学者が「地球」の語を盛んに使うようになるのは、1713年の『和漢三才図会』で大地の丸いことが「地球」という言葉と共に出てくるあたりからである。しかし、江戸時代を通じて「地球説」には仏教界から強い反対論が存在した。当時の仏教では「この世界は四角い須弥山というものでできている」という須弥山説が伝統的に存在したため、地球説は強い抵抗に遭ったのである。明治5年以降、小中学校が設立されると、西洋の「地球説」も教えられるようになったが、明治20年になっても仏教界からは地球説に反対する本が出版された。

## 測地学
測地学とは、三次元時変空間における地球やその重力場、地球力学的現象(極運動、地球の潮汐、地殻変動)について測量したり論じたりする学問領域である。
測地学は重力場の位置決定やその時間変化の幾何学的側面を主に扱うが、地球の磁力場の研究をも含む。特にドイツ語圏の測地学は、地球を全体として測量することに関わる測地測量(独: Erdmessungあるいはhöhere Geodäsie)と、地表の一部を測量することに関わる地理調査(独:Ingenieurgeodäsie)に分けられる。
地球の形状は少なくとも二つのやり方で考察される：
- ジオイドとして、世界の海洋の平均的な海水面として; あるいは
- 海面まで上下したような地表として

測地学では地球をさらに正確に計測するため、まずジオイドの形状は完全な球とはされず、楕円体の一種である扁球回転楕円体としてほぼ正確に表される。さらに近年の測定によって未だかつてない正確さでジオイドが計られ、地表下の質量濃度が明らかになっている。